# Vespinitocris dux
Vespinitocris dux är en skalbaggsart som först beskrevs av Jordan 1894.  Vespinitocris dux ingår i släktet Vespinitocris och familjen långhorningar.
Artens utbredningsområde är Gabon. Inga underarter finns listade i Catalogue of Life.